# Thomas Connolly
Thomas Connolly (Saint Paul (Minnesota), Estados Unidos, 24 de octubre de 1909-24 de mayo de 1996) fue un gimnasta artístico estadounidense, medallista de bronce olímpico en Los Ángeles 1932 en la prueba de escalada de cuerda.

## Carrera deportiva
En las Olimpiadas de Los Ángeles 1932 ganó la medalla de bronce en la prueba de la escalada de cuerda, quedando situado en el podio tras sus compatriotas Raymond Bass (oro) y William Galbraith (plata).